# ワカヒメ
『ワカヒメ』は、三木稔が作曲したオペラ。
台本はなかにし礼。初演は1992年。

## 概要
1991年に作曲され、1992年に岡山シンフォニーホールで初演された。1993年にはNHKホールで東京初演がなされた。

## オペラの構成
序曲と全3幕からなるグランド・オペラ形式。

## オペラの舞台
5世紀の吉備国、大和国、伽耶、新羅。

## 登場人物
- ワカヒメ（ソプラノ）
- 吉備上道臣田狭（テノール）
- 武の大王（バリトン）
- ワカヒメの侍女かつらぎ（メゾソプラノ）
- 巫女（アルト）
- 兄君（テノール）
- 弟君（バリトン）
- 弟君の妻クスヒメ＝樟姫（ソプラノ）
- おおぞら＝虚空（テノール）
- 小根（バス）

## あらすじ

### 第一幕

#### 第一場
吉備国、下道臣前津屋の屋敷の中庭。夕日に輝く造山古墳を背景に上道臣田狭ほか吉備の頭領たちと女房が揃う。春の風情を愛でつつ人待ち顔に、皆待ちくたびれた様子。大和から武の大王（雄略天皇）の吉備来訪が伝えられていたが、その到着が遅れていたのだった。
武勇とも暴虐ともいわれる大王の噂に興じる一同だが、胸中には繁栄する大和に比べて落日の感のある吉備一族の反感がある。一人、弓削部虚空は大和の側に立って弁護するものの、家格では下道氏に従うべき身で現在は大和の大王に舎人として仕えている虚空の発言は前津屋の憎悪を買う。田狭の取りなしを容れながらも、前津屋はやる方ない吉備氏の思いを「吉備魂の歌」のアリアに歌う。
衰勢を嘆く気分から打って変わり、憂さ晴らしに始めた闘鶏遊びで、大和と吉備になぞらえた軍鶏の争いに前津屋は大人げないまでに興奮する。激昂し虚空を斬り殺そうとする寸前、大王の到着が伝わりその場は収まる。
大和の武の大王は宴会では吉備氏の歓待を受けながら、水面下の敵意には知らぬ素振りで主役として振る舞う。話題が田狭の美しい妻のことに触れると、大王は田狭に女房自慢の歌を歌わせ、続いて登場した田狭の妻・ワカヒメ本人の歌と舞には魅了された。大王からの返歌は、万葉集冒頭歌を平易な現代語訳に写した歌唱。歌に込められた情熱のあまりワカヒメさえ陶然となるが、詩句に隠された真意を巫女が解き明かすと一転して場に緊迫感が漂う。大王は不穏な気配を笑い飛ばし、田狭には海外の伽倻へ使者に立つことを命じる。

#### 第二場
伽倻へ旅立つ田狭の船出の場面。別れを惜しむ田狭とワカヒメは愛の二重唱を歌う。息子である兄君・弟君に後事を託して田狭が去ると、十八歳のワカヒメには田狭の留守中、上道氏を守る責任が肩にかかる。
程もなく下道前津屋の滅亡の急報。闘鶏の場の確執から虚空が讒言したことで、武の大王には吉備氏を一挙に締め上げる口実を与えてしまっていた。大王はさらに上道氏の元に押しかけ、ワカヒメに向かって自分の妃となるよう求める。夫に操を立てるワカヒメは強く拒むが、兄君・弟君の懇願に従い、吉備を守るためついに自身を差し出す。

### 第二幕

#### 第一場
ワカヒメは武の大王の妃とされ、大和に住まわされて十年が経った。大王との間に生まれた星川皇子を養育しつつ、ワカヒメの心にある大王への遺恨は氷解することはない。吉備を懐かしみ、伽倻の琴の音に耳を傾ける彼女に大王は苛立ちを募らせ、未練のあまりに憎悪を深めていく。
女の身の無力さを嘆きながら、ワカヒメの胸の裡では吉備の血を引く星川皇子を次の王位に就けることに望みを繋いでいる。しかし、大王はワカヒメが心を開かなければ星川皇子に位は譲らぬと言い、さらに、田狭の息子・弟君の手で田狭を討たせる残忍な計画を聞かせて去る。

#### 第二場
朝鮮半島にいる田狭は伽倻から新羅へと居処を転々としながら、いまだ故郷の吉備へは帰れずにいた。大和の大王に負わされた屈辱と、忘れ得ない妻ワカヒメへの思いは海を隔てて彼方への田狭の絶叫となる。

#### 第三場・第四場
幼い星川皇子の戯れに追った二羽の蝶が落ちて死ぬ。折しも、新羅にある弟君は大王への叛意を口にしたことで妻・樟媛の手で刺殺された。樟媛もまた田狭に追われ自害する。死に際のアリア「大和は不滅」の壮絶さに田狭は圧倒され、弟君の死に慟哭する。

### 第三幕

#### 第一場
武の大王の急病の報を機に情勢が慌ただしくなっていく。弓削部虚空・河内三野県主小根の二人は語らってワカヒメに決起を勧める。戦いを躊躇うワカヒメに巫女は人間の運命を説きながら、やがて全体のテーマへ繋がる吉備人の生き様を仄めかす。兄君が決起に合流する一方、虚空は背後で暗躍する。星川皇子を奉じた吉備氏の反乱が始まった。

#### 第二場
朝廷の宝庫である大蔵宮を占拠した吉備軍は勝利を疑わず、続けて寄せる大和軍と激戦する。そこへ、新羅から帰還した田狭が参戦、ワカヒメとの再会をも果たした。だが、病床にあったはずの武の大王がその場に登場。虚空は裏切り、一連の扇動は反乱を誘って吉備氏を一網打尽にする策略であったことを明かす。たび重なる嘘と策略によって勝ち誇る大王に田狭は一騎打ちで手傷を負わせ、今一歩のところに迫るが、大蔵宮の炎上によって吉備の敗北を悟る。田狭・ワカヒメと吉備の軍兵は敗れても志を失わず、遠い吉備に向かい別れの挨拶を終えると、「吉備よ永遠なれ」の荘厳な合唱とともに火中に滅びていった。最終的な勝者となったにもかかわらず、大王は寒々しい痛恨の思いを拭えず、「私は本当に勝ったのか」と後に呟くばかりだった。

## 演奏時間
カット無しで2時間25分